# Jean Hladik
 (octobre 2020).
Jean Hladik (né le 18 janvier 1935) est un physicien français,  spécialiste en physique théorique, principalement en mécanique quantique, relativité restreinte et calcul tensoriel. Il est aussi historien de la science.

## Biographie
Jean Hladik est né en 1935. Après des études universitaires de physique et de mathématiques, il effectue à la Sorbonne des travaux de recherches sur les électrolytes fondus et solides à haute température. Ses travaux le conduisent à la soutenance d'une thèse portant sur la thermodynamique des processus irréversibles. Devenu, en 1966, Maître de Conférences à la Sorbonne, il est passionné par la physique théorique fondamentale. Il s'oriente alors vers les développements de la mécanique quantique et de la relativité, ainsi que vers les applications de la théorie des groupes à la physique. Conseillé par Louis de Broglie, il travaille sur des modélisations de phénomènes atomiques selon les théories de de Broglie. Il entretient par la suite une correspondance avec de Broglie.
Hladik est nommé professeur à l'Université d'Angers en 1974. Les travaux qu'il effectue sur la théorie des groupes appliqués à la mécanique quantique l'amène à introduire de nouvelles applications dans ce domaine. L'ouvrage sur la théorie des groupes en physique et chimie quantiques, qu'il publie en 1995, est, selon l'académicien André Lichnerowicz qui préface le livre, "un petit chef-d’œuvre" pour lequel "il fallait une maîtrise certaine du domaine qui se reflète dans la clarté de la démarche et la concision de ses exposés". Le livre sur la mécanique quantique, dont Hladik publie la première édition chez Masson en 1997, est le premier ouvrage français qui introduit de manière systématique la théorie des groupes dans l'enseignement universitaire de la physique. L'originalité de cet ouvrage se confirme puisqu'une troisième édition, en collaboration avec trois collègues universitaires, est publiée chez Dunod en 2009.
Les relations de Hladik avec André Lichnerowicz, bien connu pour ses travaux en relativité générale, l'amènent à s'intéresser aux postulats fondamentaux sur lesquels est bâtie la relativité restreinte. Hladik doute de la pertinence des postulats de Poincaré et d'Einstein comme fondements de cette dernière théorie gouvernant toute la physique. Hladik publie en 2001, avec l'un de ses collègues, le premier ouvrage sur la relativité restreinte fondé sur des postulats plus fondamentaux, portant uniquement sur l'espace et le temps, sans recours à l'électromagnétisme.
Retraité, Hladik est professeur émérite de l'Université d'Angers. Intéressé depuis toujours par l'histoire des sciences, il a plus particulièrement consacré ses derniers ouvrages à l'histoire de la physique quantique et de la cosmologie, théorie mettant en jeu à la fois la relativité et la physique quantique. Admirateur d’Henri Poincaré, Hladik a jugé que les travaux de Poincaré en relativité restreinte avaient été largement ignorés ainsi qu'en témoignaient les biographies des encyclopédies. Afin de rétablir l'équité envers Poincaré, Hladik a fait un parallèle entre les travaux relativistes de Poincaré et d'Einstein. Selon l'opinion de Hladik une antériorité certaine est à attribuer à Poincaré. Selon l'avis de Thibault Damour, académicien spécialiste de la relativité, un partage de la paternité de la relativité restreinte devrait être faite entre Lorentz, Poincaré et Einstein.
Dans les années 1975-1980, Hladik s'est intéressé, comme de nombreux scientifiques, aux applications des énergies renouvelables. Certains de ses étudiants en thèse ont travaillé sur des systèmes couplés entre stockage de l'énergie solaire et pompe à chaleur.

## Œuvres

### En anglais
- Thermodynamics and Electrode Processes in Solid State Electrolytes, janvier 1972  (ISBN 0123498023).
- Transport Processes in Solid Electrolytes and in Electrodes, janvier 1977  (ISBN 0123498015).
- Spinors in Physics - Graduate Texts in Contemporary Physics (avec J. Michael Cole), juin 1999  (ISBN 0387986472).

### En français
- Les piles électriques, « Que sais-je » nº 1200, 1965.
- Les Accumulateurs électriques, 1977.
- Énergétique éolienne, 1984  (ISBN 2760503399).
- Calcul vectoriel en physique, 1993.
- Calcul vectoriel en physique, février 1994  (ISBN 2729843175).
- Calcul tensoriel en physique – Avec exercices corrigés, 1995  (ISBN 2225846537).
- La Théorie des groupes en physique et chimie quantiques – Initiation avec exercices corrigés, 1995  (ISBN 2225847525).
- Mécanique quantique – Atomes et Molécules, 1997  (ISBN 2225828504).
- Les Spineurs en physique - Cours et exercices corrigés, décembre 1997  (ISBN 2225853134).
- Métrologie des propriétés thermophysiques des matériaux, décembre 1997  (ISBN 2225821992).
- La Transformation de Laplace a plusieurs variables, décembre 1997  (ISBN 222561105X).
- Énergétique éolienne, décembre 1997  (ISBN 2225801576).
- Unités de mesure - Étalons et symboles des grandeurs physiques, décembre 1997  (ISBN 2225826161).
- La Théorie des groupes en physique et chimie quantiques, décembre 1997  (ISBN 2225847525).
- Le Calcul vectoriel en physique – Les Outils mathématiques, mai 1998  (ISBN 2729843175).
- Calcul tensoriel en physique  - Cours et exercices corrigés (avec Pierre-Emmanuel Hladik), janvier 1999  (ISBN 2100040715).
- Anatomie des atomes, mai 1999  (ISBN 2729849262).
- Anatomie des atomes, seconde édition, mars 2000  (ISBN 2729849262).
- La Relativité selon Einstein, avril 2000  (ISBN 2729801243).
- Introduction à la mécanique quantique  - Cours et exercices corrigés (avec Michel Chrysos), avril 2000  (ISBN 2100045881).
- Introduction à la relativité restreinte  - Cours et exercices corrigés (avec Michel Chrysos), juin 2001  (ISBN 2100052543).
- Mécanique quantique, atomes et molécules - Cours et exercices corrigés, novembre 2001  (ISBN 2100057421).
- L'Odyssée du vivant, numéro 19 (avec Annette Hladik, Claude-Marcel Hladik, Marie Hladik), juin 2002  (ISBN 2729811478).
- Comment le jeune et ambitieux Einstein s'est approprié la relativité restreinte de Poincaré, mai 2004  (ISBN 2729819541).
- La Prestidigitation, septembre 2004  (ISBN 2130533884).
- Architecture de l'univers, décembre 2004  (ISBN 2729821961).
- Introduction à la relativité générale Niveau M, septembre 2006  (ISBN 2729830626).
- Pour comprendre simplement la naissance, la vie et la mort de l'univers, novembre 2008  (ISBN 9782729840952).
- Pour comprendre simplement les origines et l'évolution de la physique quantique, 2008  (ISBN 9782729837389).
- (Coordinateur) Les Énergies renouvelables aujourd'hui et demain, éditions Ellipses, juin 2011  (ISBN 978-2-7298-6448-4).
- E=mc² : Histoire méconnue d'une célèbre formule, mars 2016